# Robert von Oidtman
Robert von Oidtman (* 29. September 1842 in Bonn; † 5. Juni 1914 in Berlin) war ein preußischer General der Infanterie.

## Leben

### Herkunft
Robert von Oidtman entstammte einer seit Jahrhunderten zu den Erkelenzer Ratsfamilien gehörenden Familie, deren seit langem geführter Adel am 11. Juni 1838 durch den preußischen König anerkannt wurde. Er war ein Sohn des preußischen Majors Joseph von Oidtman (1798–1877) und dessen Ehefrau Caroline, geborene Freiin von Eberstein (1809–1862). Er hatte sieben Brüder und zwei Schwestern. Von seinen Brüdern erreichten neben ihm drei weitere den Rang eines Generals in der preußischen Armee, und zwar General der Infanterie Hugo von Oidtman (1835–1903), Generalleutnant Wilfried von Oidtman (1837–1914) sowie Generalleutnant Ernst von Oidtman (1854–1937).

### Militärkarriere
Oidtman trat am 29. August 1859 in das 31. Infanterie-Regiment der Preußischen Armee ein. Unter Beförderung zum Sekondeleutnant wurde er Mitte September 1860 in das 3. Thüringische Infanterie-Regiment Nr. 71 und von dort Ende des Jahres in das 4. Garde-Grenadier-Regiment versetzt. Mit dem Verband nahm er 1864 während des Krieges gegen Dänemark an den Kämpfen am Danewerk, bei Heisekro und Fredericia sowie dem Sturm auf die Düppeler Schanzen teil. Für sein Wirken wurde Oidtman mit dem Ritterkreuz des Königlichen Hausordens von Hohenzollern mit Schwertern ausgezeichnet. Seit dem 17. Mai 1866 war er Regimentsadjutant und machte im folgenden Krieg gegen Österreich die Kämpfe bei Soor und Königgrätz mit. Nach dem Friedensschluss avancierte Oidtman zum Premierleutnant und wurde unter Enthebung von seiner Stellung als Regimentsadjutant Mitte April 1869 als Adjutant der 34. Infanterie-Brigade (Großherzoglich Mecklenburgische) kommandiert.
In dieser Eigenschaft nahm Oidtman im Krieg gegen Frankreich 1870/71 zunächst an den Belagerungen von Metz, Toul und Paris sowie der Schlacht von Le Bourget teil. Im weiteren Verlauf der Belagerung der französischen Hauptstadt trat er am 15. November 1870 mit der Beförderung zum Hauptmann als Chef der 11. Kompanie wieder in den Truppendienst zurück. Neben dem Eisernen Kreuz und dem Mecklenburgischen Militärverdienstkreuz II. Klasse wurde ihm das Kreuz für Auszeichnung im Kriege verliehen.
Am 16. Dezember 1875 erfolgte seine Kommandierung als Adjutant der 2. Garde-Division, bevor er am 21. März 1878 nach Hannover zum Generalkommando des X. Armee-Korps übertrat. Hier stieg Oidtman Ende Januar 1880 zum Major auf. Unter Enthebung von diesem Kommando wurde er am 4. Februar 1882 in das Kriegsministerium versetzt und der Abteilung für die persönlichen Angelegenheiten überwiesen. Unter Belassung in dem Verhältnis und unter Stellung à la suite des 4. Garde-Grenadier-Regiments „Königin“ erhielt Oidtman am 18. September 1886 den Rang mit den Gebührnissen eines Abteilungschefs im Kriegsministerium. Er rückte am 22. März 1887 zum Oberstleutnant und am 21. September 1889 zum Oberst auf. Als solcher wurde er unter weiterer Stellung à la suite seines Regiments als Nachfolger von Generalmajor Bernhard von Brauchitsch am 20. September 1890 zum Inspekteur der Kriegsschulen ernannt. Zugleich wirkte Oidtman als Vorsitzender der Studien-Kommission und als Mitglied der Ober-Militär-Studien-Kommission. Während dieser Verwendung avancierte er Ende Januar 1893 zum Generalmajor sowie Mitte Dezember 1896 zum Generalleutnant und erhielt anlässlich des Ordensfestes im Januar 1900 den Kronen-Orden I. Klasse. In Genehmigung seines Abschiedgesuches wurde Oidtman am 9. Juni 1900 mit Pension zur Disposition gestellt. Wilhelm II. würdigte ihn nach seiner Verabschiedung mit dem Roten Adelorden I. Klasse mit Eichenlaub und 1906 durch die Verleihung des Charakters als General der Infanterie.
Robert von Oidtman war nicht verheiratet.